# Conhecimento de Embarque Marítimo

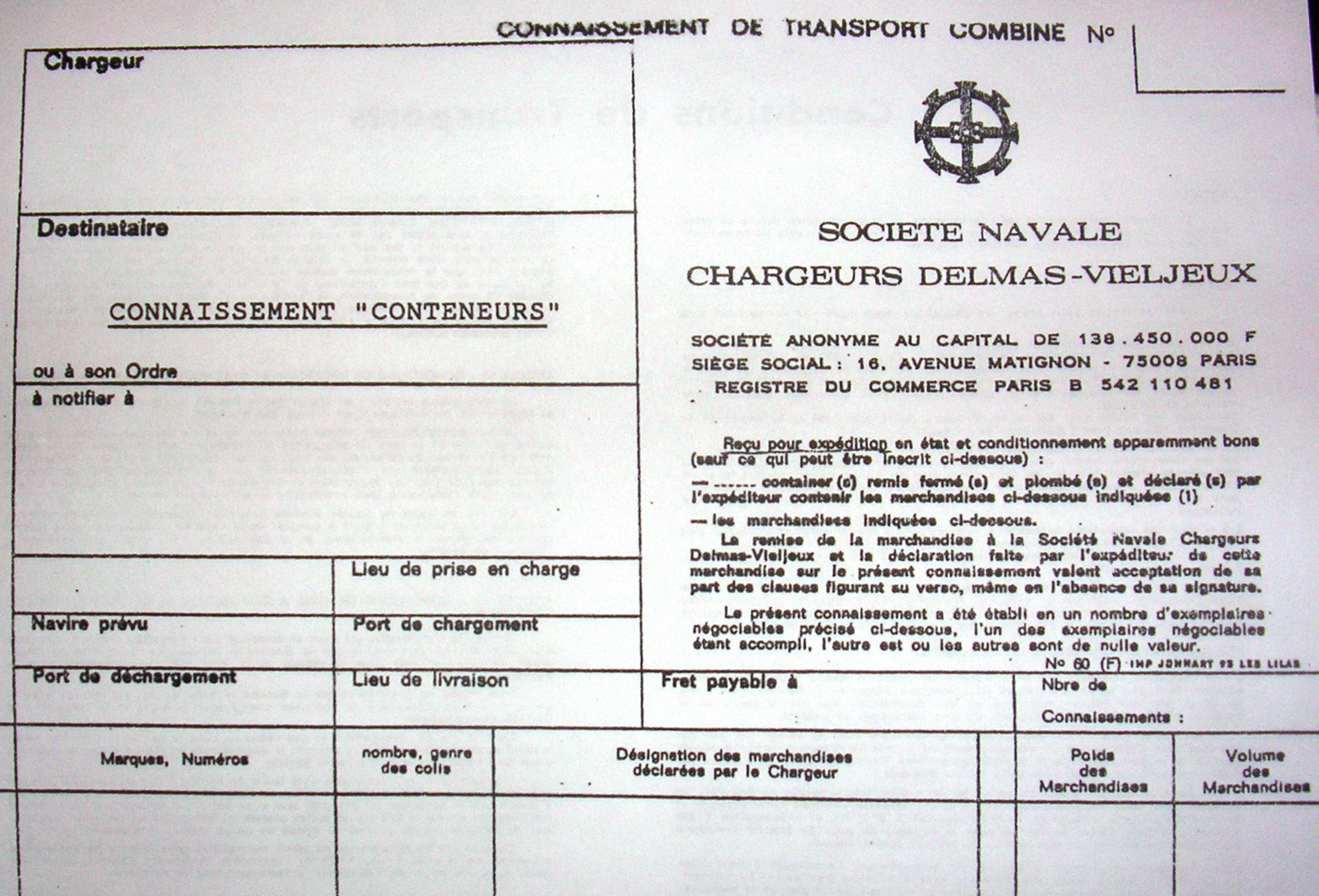
Conhecimento de Embarque Marítimo

 O conhecimento de embarque marítimo (abreviação como B/L ou BOL) é um documento emitido por um transportador (ou seu agente) para terem o conhecimento sobre um carregamento de carga, é original do inglês Bill of Lading.   Em inglês Britânico, o termo refere-se ao navio de transporte, apenas, em inglês Americano a qualquer tipo de transporte de mercadorias.
O conhecimento de embarque deve ser negociável, e atende a três funções principais:
- é um recibo conclusivo,[3] isto é um reconhecimento que as mercadorias tenham sido carregados;[4] e
- O que contém ou evidências [5] dos termos do contrato de transporte; e
- •	Serve como um documento de propriedade das mercadorias, sujeitos à regra "nemo dat".

Conhecimento de embarque marítimo é um dos três documentos cruciais utilizado no  comércio internacional para garantir que os exportadores recebam o pagamento e que os  ios importadores recebam a mercadoria. Os outros dois documentos são uma  apólice de seguro e uma fatura comercial (Invoice). Enquanto que um conhecimento de embarque é negociável, tanto a apólice e a fatura são obrigatórias.

## Descrição
Um conhecimento de embarque é um documento padronizado que é transmissível por endosso (ou por transferência legal de posse). A maioria dos embarques por mar seguem a legislação Regras The Hague , as Regras de Haia-Visby ou as Regras de Hamburgo, que exigem que o exportador deve entregar ao transportador/agente de carga um conhecimento de embarque que identifica a natureza, quantidade, qualidade e principais marcas  das mercadorias.
No caso de Coventry v Gladstone, o Lorde da Justiça Blackburn definiu o conhecimento de embarque como "um documento assinado em nome do proprietário do navio (armador) em que, as mercadorias embarcadas, sejam reconhecidas o recebimento das mesmas, e se comprometa a entregá-las até o final da viagem, sujeita às condições que podem ser mencionadas no conhecimento de embarque ".

## História
Embora não haja evidência da existência de recibos de uma mercadoria carregada a bordo de navios mercantes que se estende no passado até os tempos romanos,e a prática da gravação de carga a bordo do navio no registro do navio é quase tão antigo quanto o transporte em si, o conhecimento de embarque moderno só entrou em uso com o crescimento do comércio internacional no mundo medieval.
O crescimento do mercantilismo (que produziu outras inovações financeiras, como a Carta-Partida (em latim, carta partita), o contrato de câmbio e a apólice de seguro) produziu um requisito para o título do documento que poderiam ser negociados em muito da mesma maneira como os próprios bens. Foi esta nova avenida de comércio que produziu o conhecimento de embarque em muito da mesma forma como nós conhecemos hoje.
Embora o termo “conhecimento de embarque marítimo” seja bem conhecido e fácil de ser entendido, pode tornar-se obsoleto. Os artigos 1:15 e 1:16 das Regras de Rotterdam criaram um novo termo para designar o conhecimento de embarque marítimo, entretanto, esse novo termo só será empregado no momento em que as Regras de Rotterdam entrarem em vigor, onde o “conhecimento de embarque marítimo” passará a ser conhecido como “documento de transporte”.

## Regras e Objetivos do Conhecimento de Embarque Marítimo

### Como recibo da mercadoria
O principal uso do conhecimento de embarque é como um recibo emitido pelo transportador, uma vez que as mercadorias tenham sido carregadas num navio. Este recibo pode ser usado como prova de embarque para fins de assegurar a carga e aduana, e, também como prova comercial de completar uma obrigação contratual,  especialmente sob Incoterms tais como CFR (cost and freight) e FOB (free on board). 

### Como prova do contrato de transporte
Conhecimento de embarque raramente será o próprio contrato, uma vez que o espaço da carga já foi reservado anteriormente, talvez por telefone, e-mail ou carta. O contrato preliminar será reconhecido tanto pelo remetente quanto transportador para incorporar os termos padrão de negócios da transportadora. Se as Regras de Haia-Visby se aplicarem, em seguida, todas as regras serão anexadas automaticamente para o conhecimento de embarque, formando assim um contrato legal.

### Como título
Conhecimento de embarque confere título prima facie sobre as mercadorias ao titular do destinatário ou o responsável legal nomeado. Sob a regra "nemo dat quod non habet" ("ninguém dá o que não tem"), um vendedor não pode passar um título do que ele próprio não tem; por isso, se os bens estão sujeitos a um estorvo (como uma hipoteca ou  um encargo), ou mesmo roubado, o conhecimento de embarque não vai conceder título completo ao titular..

## Cláusulas do Conhecimento de Embarque Marítimo
Um conhecimento de embarque que denota que a mercadoria está em boas condições ao ser recebido pela transportadora é referido como uma carga sem avarias, enquanto um conhecimento de embarque que denota que a mercadoria sofreu quaisquer danos antes de ser recebido pela transportadora seria conhecido como uma "falta". A avaria do conhecimento de embarque marítimo terá uma declaração (cláusula) gravados no conhecimento de embarque sendo escrito qualquer dano ou outras questões. Cartas de crédito, normalmente, não irão permitir a não prestação de contas de falta no conhecimento de embarque, e o comprador não é obrigado a aceitar qualquer conhecimento de carga que não está “limpo”.

## Conhecimento de Transporte Eletrônico
Por muitos anos, a indústria tem procurado uma solução para as dificuldades, os custos e as ineficiências associadas com contas de papel do conhecimento de embarque marítimo. Uma resposta é fazer um conhecimento de embarque marítimo eletrônico, Um Conhecimento de Embarque Marítimo Eletrônico (ou eB / L) é o equivalente legal e funcional do conhecimento de embarque em papel, Um Conhecimento de Transporte Eletrônico deve replicar as funções essenciais de um conhecimento de embarque em papel, ou seja, suas funções como um recibo, como prova do contrato de transporte e como um documento de título.